# Moscow Mule (canción)
«Moscow Mule» es una canción del cantante puertorriqueño Bad Bunny. Fue lanzado el 6 de mayo de 2022 como el sencillo principal de su cuarto álbum de estudio Un verano sin ti. El título de la canción hace referencia al cóctel del mismo nombre.

## Video musical
El video musical de la canción fue dirigido por Stillz y muestra a Bad Bunny como un tritón.

## Posicionamiento en listas
| Lista (2022)                                | Mejor posición |
| ------------------------------------------- | -------------- |
| Argentina Hot 100 (Billboard)               | 43             |
| Bolivia Songs (Billboard)                   | 2              |
| Chile Songs (Billboard)                     | 1              |
| Colombia Songs (Billboard)                  | 2              |
| Canadá (Canadian Hot 100)                   | 50             |
| Ecuador Songs (Billboard)                   | 1              |
| Hot 100 (Billboard)                         | 4              |
| Hot Latin Songs (Billboard)                 | 1              |
| Latin Airplay (Billboard)                   | 49             |
| Latin Rhythm Airplay (Billboard)            | 18             |
| Spain Songs (Billboard)                     | 1              |
| Francia (SNEP)                              | 141            |
| Honduras (Monitor Latino)                   | 9              |
| Italia (FIMI)                               | 77             |
| Irlanda (IRMA)                              | 25             |
| Global 200 (Billboard)                      | 2              |
| Luxemburgo (Billboard)                      | 23             |
| Mexico Songs (Billboard)                    | 1              |
| New Zealand Hot Singles (Recorded Music NZ) | 25             |
| Nicaragua (Monitor Latino)                  | 19             |
| Países Bajos (Single Tip)                   | 7              |
| Paraguay (Monitor Latino)                   | 7              |
| Peru Songs (Billboard)                      | 1              |
| Suiza (Schweizer Hitparade)                 | 25             |
| Suecia (Sverigetopplistan)                  | 16             |